# Ciklobutin
A ciklobutin a cikloalkinek közé tartozó szerves vegyület, képlete C4H4. Négy szénatomból álló gyűrűjében egy hármas kötés is található, ami erősen feszültté teszi a molekulát. Instabilitása miatt mind ez idáig tiszta állapotban nem sikerült izolálni, bár az ozmiumnak ciklobutint tartalmazó koordinációs komplexét már előállították.

## Fordítás
Ez a szócikk részben vagy egészben  a   Cyclobutyne című angol Wikipédia-szócikk ezen változatának fordításán alapul.  Az eredeti cikk szerkesztőit annak laptörténete sorolja fel. Ez a jelzés csupán a megfogalmazás eredetét és a szerzői jogokat jelzi, nem szolgál a cikkben szereplő információk forrásmegjelöléseként.